# Prix Harold-Larnder
Le prix Harold Larnder est un prix décerné tous les ans par la Société canadienne de recherche opérationnelle (SCRO) « à une personne qui s'est distinguée à l'échelle internationale pour ses réalisations dans le domaine de la recherche opérationnelle ». Le lauréat du prix présente, au congrès annuel de la Société canadienne de recherche opérationnelle, la conférence Harold Larnder sur un sujet d'intérêt général en recherche opérationnelle au congrès annuel de la Société canadienne de recherche opérationnelle.
Le prix porte le nom de Harold Larnder, un canadien qui a effectué des travaux en recherche opérationnelle durant la guerre, où il participé à la réalisation du système de défense antiaérienne par radar durant la bataille d'Angleterre. En 1951, Harold Larnder est revenu au Canada et a intégré le Conseil de recherches pour la défense du Canada. Il a été président de la SCRO en 1966-67.

## Lauréats
- 2023 : Sophie D'Amours
- 2022 : Ravi Ahuja
- 2020 : Anna Nagurney
- 2019 : R. Tyrrell Rockafellar
- 2018 : John Birge
- 2017 : Egon Balas
- 2016 : Dimitris Bertsimas
- 2015 : Matteo Fischetti
- 2014 : Jonathan Rosenhead
- 2013 : James B. Orlin
- 2012 : George Nemhauser
- 2011 : Edward G. Coffman
- 2010 : John D.C. Little
- 2009 : Steve Gallivan
- 2008 : Thomas L. Magnanti
- 2007 : Edward A. Silver
- 2006 : Ralph E. Gomory
- 2005 : Sven Axsater
- 2004 : Richard C. Larson
- 2003 : Hau L. Lee
- 2002 : Arthur Geoffrion
- 2001 : Ward Whitt
- 2000 : Andres Weintraub
- 1999 : Harvey J. Greenberg
- 1998 : Paolo Toth
- 1997 : George B. Dantzig
- 1996 : Jan Karel Lenstra
- 1995 : Alan Manne
- 1994 : Ailsa Land
- 1993 : William Pierskalla
- 1992 : Brian Haley
- 1991 : Jacques Lesourne
- 1990 : Hugh Miser
- 1989 : Abraham Charnes
- 1988 : Harvey Wagner
- 1987 : Patrick Rivett
- 1986 : Eugene Woolsey